# オズレム・オズチェリック
オズレム・オズチェリック（Özlem Özçelik、女性、1972年1月1日 - ）は、トルコの元バレーボール選手。ポジションはミドルブロッカー。元トルコ代表。

## 来歴
1988年、トルコ代表に初選出される。ワクフバンク、エジザージュバシュなどで長くプレーし、トルコリーグでは9度の優勝を経験した。
2003年から代表チームの主将を務め、同年に地元で開催された欧州選手権では銀メダルを獲得、同年11月のワールドカップに出場した。2005年の地中海競技大会で金メダルを獲得した。同年9月の欧州選手権ではベストブロッカー賞を受賞した。2006年の世界選手権に出場した。
2011-12シーズンに所属していたベシクタシュでは狩野舞子とチームメイトであった。

## 球歴
- 世界選手権 - 2006年（10位）
- ワールドカップ - 2003年（7位）
- 欧州選手権 - 2003年（2位）、2005年（6位）、2007年（10位）

## 受賞歴
- 2005年 欧州選手権  ベストブロッカー賞

## 所属クラブ
- ワクフバンク（1990-1993年）
- エジザージュバシュ・ヴィトラ（1993-1995年）
- Emlakbank Ankara（1995-1998年）
- エジザージュバシュ・ヴィトラ（1998-2005年）
- ディナモ・モスクワ（2005-2006年）
- フェネルバフチェ（2006-2008年）
- テュルクテレコム（2008-2009年）
- ガラタサライ（2009-2011年）
- ベシクタシュ（2011-2012年）
- Ereğli Belediye（2012年）